# Handbörds tingslag
Handbörds tingslag var ett tingslag i Kalmar län och från 1858 i Aspelands och Handbörds domsaga. Det bildades 1680 och upplöstes 1 januari 1918 då dess verksamhet överfördes till Aspelands och Handbörds domsagas tingslag. Tingsplats var Högsby.

## Ingående områden
Tingslaget omfattade Handbörds härad.